# Default (band)
Default was een Canadese postgrungeband uit Vancouver (Brits-Columbia). De groep heeft drie albums opgenomen. De meeste fans komen uit Canada, maar ze zijn ook populair geworden in de Verenigde Staten met hun singles "Wasting My Time" en "Deny". Beiden zijn afkomstig van hun eerste album The Fallout; "Deny" werd gebruikt in het spel NHL 2003 van EA Sports. De hierop volgende albums Elocation en One Thing Remains haalden niet dezelfde populariteit in de VS als het eerste album, maar bleven wel populair in Canada.
Het tweede album Elocation was het meest succesvol door de hitsingle "(Taking My) Life Away", die uitvoerig werd gedraaid op de Canadese radio en televisie. De tweede single van Elocation was "Throw It All Away", welke gevolgd werd door "All She Wrote".
Van het derde en nieuwste album One Thing Remains kwam de hitsingle "Count On Me", welke al een grote hit was op de Canadese radio voordat het album zelfs al uit was. Het nummer "The Memory Will Never Die" van dit album werd gebruikt als tweede theme song voor WWE's WrestleMania 23.
De eerste twee albums, The Fallout en Elocation, zijn geproduceerd door Chad Kroeger, de zanger van Nickelback, die Default ook ontdekt heeft (gitarist Jeremy Hora en drummer Danny Craig deelden ooit een bandje met Kroeger).
Op het laatste album is Kroeger alleen verantwoordelijk voor de hitsingle "Count On Me". De rest werd geproduceerd door Bob Marlette (Alice Cooper, Black Sabbath) en ook Marty Frederiksen (sinds de jaren 90 songschrijver bij Aerosmith) werd hierbij betrokken.

## Discografie

### Albums
| Datum | Titel             | Label      |
| ----- | ----------------- | ---------- |
| 2001  | The Fallout       | TVT        |
| 2003  | Elocation         | TVT        |
| 2005  | One Thing Remains | TVT        |
| 2009  | Comes And Goes    | EMI Canada |

### Singles
| Jaar | Titel                            | Hoogste positie | Hoogste positie | Hoogste positie    | Album             |
| Jaar | Titel                            | VS Hot 100      | VS Moderne Rock | VS Mainstream Rock | Album             |
| ---- | -------------------------------- | --------------- | --------------- | ------------------ | ----------------- |
| 2002 | "Wasting My Time"                | #13             | #3              | #2                 | The Fallout       |
| 2002 | "Deny"                           | -               | #14             | #7                 | The Fallout       |
| 2002 | "Live a Lie"                     |                 |                 |                    | The Fallout       |
| 2003 | "(Taking My) Life Away"          | -               | -               | #25                | Elocation         |
| 2004 | "Throw It All Away"              | -               | -               | #30                | Elocation         |
| 2004 | "All She Wrote"                  |                 |                 |                    | Elocation         |
| 2005 | "Count on Me"                    | -               | #39             | #22                | One Thing Remains |
| 2006 | "I Can't Win (Canadese uitgave)" | -               | -               | -                  | One Thing Remains |
| 2006 | "It Only Hurts (VS Uitgave)"     | -               | -               | -                  | One Thing Remains |
| 2006 | "The Way We Were"                | -               | -               | -                  | One Thing Remains |

## Bandleden
- Dallas Smith - zang
- Jeremy Hora - gitaar
- Dave Benedict - basgitaar
- Danny Craig - drums